# 辛格雷尼工人联合会
辛格雷尼工人联合会，简称西卡萨（Sikasa），是印度的煤矿工人工会。据称与印度共产党（毛主义）有联系。 维斯瓦纳特（Vishwanath）是西卡萨的书记。

## 历史
1980年，西卡萨成立。
1981年，它领导了56天的罢工。侯赛因（hussain）是西卡萨的创始主席。
1982年4月19日，工会登记。
1982年6月10日至11日，西卡萨在Godavarikhani举行了第一次会议，有900名代表和330名兄弟代表出席；会议召开之前，警方进行了镇压，会议组织者被禁止举行任何公开游行。
据称，西卡萨与印度共产党（马列）人民战争有联系，作为该党的掩护组织运作，并与该党的武装力量相关联。西卡萨提出了与煤田劳动者关切的几个问题，如煤矿安全、改善工作条件和工资、酗酒问题、暴力行为和承包商对矿工的剥削。
1988年到1992年，西卡萨在煤田领导了大量的罢工，使辛格雷尼煤矿有限公司（Singareni Collieries Company Ltd，SCCL）的运作陷入瘫痪。 随着SCCL接近破产，西卡萨的影响力逐渐减弱。由于该公司重组被推迟，警方加强了镇压力度。最终，西卡萨于1992年被取缔。
2000年，两名西卡萨领导人在阿迪拉巴德县与警察的枪战中丧生。
2004年，西卡萨恢复活动。
2006年4月，安得拉邦政府决定延长对西卡萨的禁令。